# Veronika Pototschnig

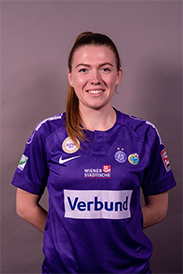
Veronika Pototschnig (2021)

Veronika Pototschnig (* 1. Februar 2001 in Markt Piesting) ist eine österreichische Fußballspielerin.

## Karriere
Pototschnig spielt seit ihrem fünften Lebensjahr Fußball, zuerst im Nachwuchs des SC Piesting. 2014 wechselte sie zum Nachwuchs des SKV Altenmarkt und spielt seit 2017 für den Verein in der ÖFB Frauen-Bundesliga.
Sie wurde im Sommer 2017 in das U17-Frauen-Nationalteam von Österreich berufen.
Am 10. Juni 2018 lief Veronika Pototschnig beim 6:0 (2:0) Sieg gegen Tschechien erstmals für das U19-Frauen-Nationalteam auf.
Im Sommer 2019 wechselt Veronika Pototschnig zum FK Austria Wien und spielt seither in der Planet Pure Frauenbundesliga für die Spielgemeinschaft Austria Wien/USC Landhaus.